# Templo de Dioniso (Teos)
El Templo de Dionisio es un templo griego helenístico  de la ciudad de  Teos en Asia Menor, en la costa de Jonia, actualmente en Turquía.

## Historia

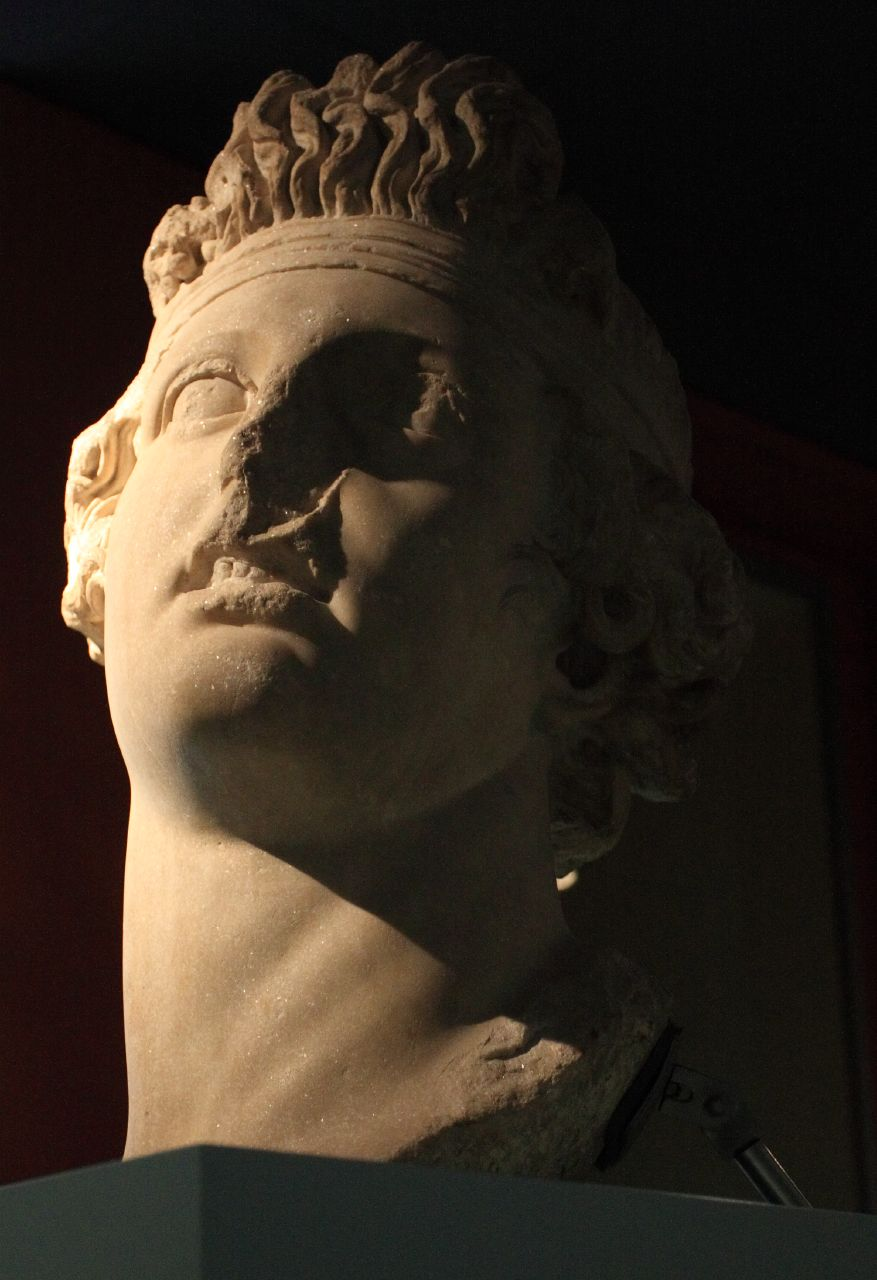
Cabeza atribuida a Dioniso en el Museo de antigüedades de Leiden.

Fue construido por el famoso arquitecto Hermógenes (finales del III - principios del siglo II a. C.).  La razón fue probablemente el gremio de los artistas de Dioniso, que establecieron su sede en Teos poco después del año 200 a. C. El templo estaba representado en las monedas de la ciudad.
El templo helenístico pudo haber sido destruido por un incendio y reconstruido por primera vez en la época augustea (a la que probablemente pertenecen los pórticos del témenos).
Una inscripción de Adriano en el arquitrabe permite plantear la hipótesis de una (quizás segunda) reconstrucción en la época romana, que probablemente reutilizó el friso. y las bases del templo helenístico y en general respetaron su arquitectura, mientras que algunos de los capiteles jónicos y algunos de los acroterios son copias romanas de los especímenes helenísticos originales parcialmente reutilizados. El epíteto Paniono, utilizado para el emperador en la inscripción, está atestiguado después del año 131 d. C.

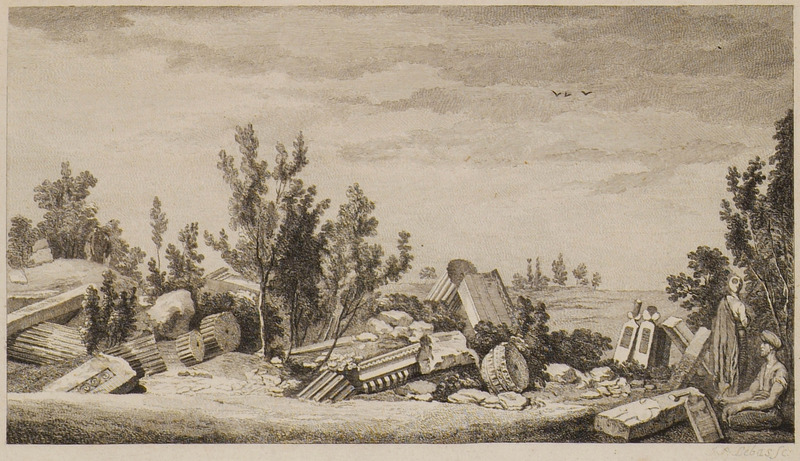
Las ruinas del templo de Dioniso en 1769 (Society of Dilettanti).

En el XVIII, el cónsul neerlandés en Esmirna, Daniël Alexander de Hochepied, visitó Teos y se trajo la cabeza de una estatua colosal, atribuida a Dioniso, que hoy se conserva en el Museo de antigüedades de Leiden.
Las primeras investigaciones arqueológicas en la ciudad fueron realizadas por encargo de la Society of Dilettanti inglesa: entre 1764 y 1765 por Richard Chandler y Nicholas Revett y en 1862 por Richard Popplewell Pullan, quien publicó el primer plano de la construcción. En 1924, los franceses Yves Bequignon y Alfred Laumonier llevaron a cabo una investigación.
En los años 1962-1967, Yusuf Béysal y Baki Öğün, de la Universidad de Ankara, excavaron el emplazamiento del templo. En los años 1980-1992, el arquitecto Duran Mustafa Uz llevó a cabo excavaciones más limitadas con vistas a su tesis doctoral sobre el edificio.

## Descripción
El santuario se construyó contra el muro occidental de las murallas de la ciudad. Consistía en un 'témenos de planta trapezoidal, con propileos de acceso por el lado sur, rodeado en sus cuatro lados por pórticos, con muros de opus quadratum revestidos de mármol y estuco de colores. Los pórticos de los lados norte y sur eran de orden dórico, mientras que los de los lados este y oeste eran de orden jónico.
En el centro del témenos estaba el templo, al que se accedía a través de un tramo de 13 escalones. El templo es de orden jónico, períptero, hexástilo (con seis columnas en la fachada) y con 11 columnas en los lados mayores. Mide 18,36 x 34,98 m. Vitruvio lo cita como ejemplo de templo "eustilo", en el que los intercolumnios son iguales a dos diámetros y un cuarto de los fustes de las columnas, excepto el intercolumnio central, igual a tres diámetros. El Tiene un pronaos inusualmente profundo (la profundidad de dos columnas)  y un opistodomos con dos columnas. Las basas de las columnas son un elemento también presente en otras creaciones de Hermógenes.
El friso, de mármol local, representaba escenas de una procesión dionisíaca en torno al dios Dioniso: se conservan dos losas en el Museo Británico y otras 14 en el Museo Arqueológico de Esmirna. El friso está datado entre finales del siglo III a. C. y principios del siglo II a. C.